# Genossenschaftsbank selbständiger Frauen
Die Genossenschaftsbank selbständiger Frauen (auch Frauenbank genannt) wurde 1910 in Berlin  gegründet. Die Bank akzeptierte nur Frauen als Kunden und wollte hauptsächlich erwerbstätige Frauen bei der Tätigung von Finanzgeschäften unterstützen. Das Projekt scheiterte. Im November 1915 wurde das Konkursverfahren eröffnet. 1916 musste die Bank ihre Geschäfte endgültig einstellen. 
Frauen durften nach dem preußischen allgemeinen Landrecht von 1794 nicht über ihr eigenes Vermögen verfügen. Bei der Heirat ging es in die Verwaltung des Mannes über. Nach der Einführung des bürgerlichen Gesetzbuches durften die Frauen zwar selbst über Gehalt oder Lohn entscheiden, für die Verwaltung ihres Vermögens brauchten sie jedoch weiterhin die Zustimmung des Ehemannes. Die Frauenbank nahm Sparguthaben ohne Genehmigung von Eltern, Vormündern oder Ehemännern an. 
Geschäftsleitung und Aufsichtsrat wurden ausschließlich von Frauen gestellt. Der Vorsitz des Aufsichtsrates wurde unter anderem von Marie Raschke besetzt, sie war auch Mitherausgeber der Zeitschrift Frauenkapital. Die Dienstleistungen gingen über bloße Finanzgeschäfte hinaus. Zusätzlich bot die Frauenbank kostenlose Rechtsberatung an, organisierte Vorträge zu wirtschaftlichen oder kulturellen Themen und informierte die Genossenschafter in der hauseigenen Zeitschrift "Frauenkapital" neben allgemeinbildenden Themen über Fragen der Vermögensverwaltung.
Das Scheitern der Frauenbank wurde von Gegnern der Frauenemanzipation auf die allgemeine Unfähigkeit der Frauen für das Bankwesen angeführt. Als weitere Gründe wurden unsachgemäße bzw. unseriöse Geschäftsführung und Nachteile des Genossenschaftswesens genannt. Das Genossenschaftsgesetz schrieb unter anderem vor, dass die Genossenschafter unabhängig von der Menge ihrer Anteile dieselben Mitspracherechte hatten, was bedeutete, dass Laien auf die Bankgeschäfte Einfluss nehmen konnten. Die Prozessakten und Gerichtsurteile aus dem Jahr 1918 sowie die Geschäftsunterlagen der Bank sind nicht mehr erhalten.